# SK Kročehlavy
TJ Kablo Kladno - Kročehlavy ist ein tschechischer Fußballklub aus der mittelböhmischen Stadt Kladno. Der 1907 gegründete Verein gehörte zwischen den Weltkriegen zu den stärksten Amateurklubs der Tschechoslowakei. Aus dem SK Kročehlavy, wie der Verein bis 1948 hieß, gingen zehn tschechoslowakische Nationalspieler hervor. In der Saison 1927/28 wurde der SK Kročehlavy tschechoslowakischer Vizemeister der Amateure.

## Vereinsgeschichte

### Schwierige Anfänge
Der Verein wurde am 15. Juni 1907 als Sportovní kroužek Achilles Kročehlavy gegründet. Kurze Zeit später schlossen sich dem Verein die Mitglieder des ebenfalls noch jungen SK Meteor Kročehlavy an. In den Anfangsjahren litt der Verein unter finanziellen Problemen und hatte keinen eigenen Platz zur Verfügung. In den Jahren 1909 und 1910 ruhte sogar der Spielbetrieb, danach stabilisierte sich die Lage.

### Von Achilles zu SK
Im März 1913 änderte der SK Achilles seinen Namen in Sportovní klub Kročehlavy, im Juni desselben Jahres konnte der Klub endlich einen eigenen Platz sein Eigen nennen. Hinzu kam die Teilnahme am damals wichtigsten Wettbewerb Böhmens. Im so genannten Charity Cup schlug die Mannschaft in Runde eins den SK Břevnov mit 3:1, in der zweiten Runde erwies sich ČAFC Vinohrady jedoch als zu stark.

### Erstmals Gaumeister
Im Jahr 1918 gewann der SK Kročehlavy die Meisterschaft des Bezirks Kladno ohne Niederlage. Die Bezirks- bzw. Gaumeisterschaften stellten zu diesem Zeitpunkt die höchste Spielklasse dar, wobei der mittelböhmische Gau, in dem alle Prager Vereine spielten, als konkurrenzlos galt. 1919, nach der Gründung der Tschechoslowakei wurde auch eine Endrunde um die Landesmeisterschaft durchgeführt. Dafür qualifizierte sich als Meister des Bezirks Kladno allerdings der SK Kladno, der SK Kročehlavy belegte nur Rang vier. Ein Jahr später wurde der Bezirk Kladno in den mittelböhmische Gau eingegliedert. Dabei blieb dem SK Kročehlavy die Einteilung in die zwölf Teams umfassende höchste Spielklasse verwehrt, in der neben zehn Prager Klubs der SK Kladno und Sparta Kladno spielten.

### In der höchsten Spielklasse
Erfolgreich gestaltete sich das Jahr 1921. Der Eröffnung eines neuen Sportplatzes folgte der Aufstieg in die höchste Spielklasse des Landes. Dort belegte das Team den zwölften Rang. Im Jahr darauf spaltete sich der Bezirk Kladno vom Bezirk Mittelböhmen wieder ab und spielte seine eigene Meisterschaft aus, die der SK Kročehlavy als Zweiter hinter Sparta Kladno beendete. Außerdem gewann die Mannschaft in diesem Jahr zwei Stadtpokale. Im Jahr 1924 spielten die Vereine aus Kladno wieder mit jenen aus Prag und Umgebung. Dabei gab es eine 22 Mannschaften umfassende 1. Liga (1. A třída) und eine 24 Teams umfassende zweite Liga (1. B třída). Beide wurden nicht zu Ende gespielt, die Ergebnisse – der SK Kročehlavy belegte Platz zehn in der 1. B třída – aber dennoch voll gewertet.

### Erfolge im Amateurlager
Bei der Einführung des Professionalismus im Jahr 1925 blieb der SK Kročehlavy als Dorfverein im Amateurlager. Kročehlavy war zu diesem Zeitpunkt noch eine eigenständige Gemeinde, der Verein finanziell eher schwach. Fortan spielte die Mannschaft in der höchsten Amateurspielklasse, einen sportlichen Auf- oder Abstieg zwischen beiden Systemen gab es nicht. Die Meisterschaft in der 1. A třída 1927 berechtigte die Mannschaft zur Teilnahme an der Endrunde um die tschechoslowakische Amateurmeisterschaft. Sie scheiterte dort jedoch bereits in der ersten Runde mit 1:3 am späteren Sieger 1. ČsŠK Bratislava. Im Folgejahr wurde der SK Kročehlavy zwar nur Dritter in der Meisterschaft, aber auch das reichte noch zur Endrundenteilnahme. Diesmal gelang der Mannschaft über den AFK Kolín und den ŠK Žilina der Einzug ins Endspiel, wo die Mannschaft dem SK Prostějov allerdings mit 0:2 unterlag. Im Finale in Kladno trat der SK Kročehlavy in folgender Besetzung an: Alois Šubrt – Žák, R. Dvořák – Huml, Josef Brabec, Josef Ponic – Miloslav Chlíbec, Josef Košťálek, A. Horák, Karel Hejma, Tauber.
Drei Jahre später, 1931, nahm der SK Kročehlavy erneut an der Endrunde teil. Im ersten Durchgang besiegten die Grün-Weißen den slowakischen Vertreter Ligeti SC mit 7:0 und 1:2, im Halbfinale scheiterten sie mit 0:2 und 2:4 am SK Prostějov.
Im Sommer 1934 wurde die Trennung zwischen Profi- und Amateurlager aufgehoben. Der SK Kročehlavy verpasste die Qualifikation für die neue zweithöchste Spielklasse, die Divize, und spielte fortan in der drittklassigen 1. A třída. Der Aufstieg in die Divize gelang 1940, dort belegte die Mannschaft in der Saison 1940/41 auf Anhieb den sechsten Platz.

### Nach dem Zweiten Weltkrieg
Nach dem Zweiten Weltkrieg spielte der SK Kročehlavy noch in den Spieljahren 1945/46, 1948 und 1952 zweitklassig. Danach folgte ein tiefer Fall bis in die Fünftklassigkeit in der Saison 1958/59. In den 1970er Jahren war der Klub nur sechstklassig. Ende der 1980er Jahre folgte ein Aufschwung, der in die Divize führte, die zu diesem Zeitpunkt die vierthöchste Spielklasse war. Außerdem nahm die Mannschaft auch am tschechischen Pokal teil und erreichte in den Spieljahren 1989/90 und 1990/91 jeweils das Sechzehntelfinale. Ende der 1990er Jahre fiel der Verein aber immer tiefer und spielt nurmehr achtklassig.

## Statistik
- Charity Cup: 1913, 1914
- Endrunde Amateurmeisterschaft: 1927, 1927/28, 1930/31
- Teilnahme an 1. A třída, SFŽ (höchste Spielklasse): 1922

## Vereinsnamen
Kablo Kladno - Kročehlavy wurde am 15. Juni 1907 als Sportovní kroužek Achilles Kročehlavy gegründet. Die erste Umbenennung folgte 1913 in SK Kročehlavy. Von 1948 bis 1950 hieß der Klub Sokol Kročehlavy, von 1950 bis 1952 ZSJ Masna Kročehlavy. Mit der Reorganisation des tschechoslowakischen Sports übernahm 1953 der Kabelhersteller Kablo die Trägerschaft, der Klub hieß entsprechend von 1953 an TJ Spartak Kablo Kladno. 1958 folgte eine Umbenennung in TJ Kablo Kročehlavy, in den 1990er Jahren dann in TJ Kablo Kladno - Kročehlavy.

## Bekannte ehemalige Spieler
- Václav Brabec-Baron, im Verein bis 1926, anschließend Sparta Prag, ein Länderspiel 1929
- Jaroslav Burgr, im Verein von 1920 bis 1926, anschließend Sparta Prag, 55 Länderspiele zwischen 1928 und 1938
- Antonín Carvan, im Verein bis 1918, anschließend SK Židenice, Viktoria Žižkov und Sparta Prag, 14 Länderspiele zwischen 1924 und 1930
- Ferdinand Hajný, im Verein bis 1919, anschließend Viktoria Žižkov und Sparta Prag, 12 Länderspiele zwischen 1922 und 1929
- Karel Hejma, im Verein bis 1929, später Sparta Prag und Slavia Prag, drei Länderspiele zwischen 1930 und 1931
- Václav Horák, später Viktoria Pilsen und Slavia Prag, elf Länderspiele zwischen 1934 und 1938
- Karel Kolský, später SK Kladno und Sparta Prag, 13 Länderspiele zwischen 1937 und 1948, später Trainer u. a. der tschechoslowakischen Nationalmannschaft
- Josef Košťálek, im Verein bis 1926, anschließend Sparta Prag, 42 Länderspiele zwischen 1930 und 1938
- Ladislav Koubek, im Verein bis 1940, anschließend Sparta Prag, acht Länderspiele zwischen 1946 und 1955
- Josef Sedláček, später Sparta Prag, ein Länderspiel 1937